# Echinadi
Le Echinadi (in greco Εχινάδες?) sono un arcipelago della Grecia, appartenente al più grande arcipelago delle Isole Ionie, situato nel Mar Ionio. Da un punto di vista amministrativo alcune delle isole fanno parte del comune di Itaca, altre del comune di Cefalonia.

## Geografia
L'arcipelago si estende a poca distanza dalla costa continentale greca dell'Etolia-Acarnania e si affaccia sullo Ionio di fronte alle isole di Leucade, Itaca e Cefalonia. Le Echinadi si snodano per circa 25 km dalla foce del fiume Aspropotamo fino al golfo di Astakos, la principale delle isole, Petalas a causa dei depositi alluvionali del fiume è ormai collegata con la terraferma.
Geograficamente vengono divise in tre gruppi, quello settentrionale chiamato Drakoneres (Δρακονέρες) da Drakonera, l'isola principale, un piccolo gruppo di quattro isole centrali chiamate Modia (Μόδια) e le isole meridionali chiamate Ouniades. Le isole che hanno un nome sono diciassette.

## Storia
Le isole furono il teatro della battaglia di Lepanto (1571), che per questo motivo è detta anche "delle Echinadi" o "delle Curzolari".

## Nomi
L'origine mitologica delle isole è descritta da Ovidio nel libro VIII, 547-610, delle Metamorfosi.
Le Echinadi debbono il loro nome al riccio di mare (echinus) per via della loro costa frastagliata. Per la stessa ragione furono chiamate in passato Oxeiae ("isole appuntite"), nome che oggi sopravvive come denominazione di una delle isole dell'arcipelago (Oxia). I Veneziani le chiamarono isole (o scogli) Curzolari, nome che originariamente designava una penisola alla sinistra della foce dell'Acheloo nei pressi di Oxia. Le Curzolari non hanno quindi nessuna attinenza con l'isola di Curzola in Dalmazia e con le isole ad essa adiacenti, che sono invece le Curzolane.

## Isole
| Nome                  | Nome originale        | Comune    | Gruppo     | Sup. (km²) | Altitudine max. | Coordinate            |
| --------------------- | --------------------- | --------- | ---------- | ---------- | --------------- | --------------------- |
| Praso                 | Πράσο                 | Cefalonia | Drakoneres |            |                 | 38°28′58″N 20°58′10″E |
| Sofia                 | Σοφία                 | Cefalonia | Drakoneres | 0,174      |                 | 38°28′49″N 21°00′05″E |
| Lamprinos             | Λαμπρινός             | Cefalonia | Drakoneres | 0,352      | 61 m            | 38°28′22″N 21°00′18″E |
| Drakonera             | Δρακονέρα             | Itaca     | Drakoneres | 2,442      | 137 m           | 38°28′51″N 21°01′15″E |
| Filippos              | Φίλιππος              | Cefalonia | Drakoneres | 0,046      |                 | 38°28′17″N 21°00′55″E |
| Pistros               | Πίστρος               | Cefalonia | Drakoneres | 0,114      | 41 m            | 38°27′51″N 21°00′58″E |
| Kalogiros             | Καλόγηρος             | Cefalonia | Drakoneres | 0,249      |                 | 38°29′28″N 21°01′49″E |
| Karlonisi             | Καρλονήσι             | Itaca     | Drakoneres | 0,719      | 77 m            | 38°28′32″N 21°02′35″E |
| Tsakalonisi           | Τσακαλονήσι           | Cefalonia | Drakoneres | 0,1        |                 | 38°27′44″N 21°02′11″E |
| Provati               | Προβάτι               | Itaca     | Drakoneres | 1,21       | 75 m            | 38°27′48″N 21°02′53″E |
| Pontikos              | Ποντικός              | Itaca     | Drakoneres | 0,736      |                 | 38°27′17″N 21°03′59″E |
| Girovaris o Gkravaris | Γηρόβαρης o Γκράβαρης | Cefalonia | Modia      |            | 24 m            | 38°26′24″N 21°01′36″E |
| Soros                 | Σωρός                 | Cefalonia | Modia      | 0,038      | 31 m            | 38°26′05″N 21°01′30″E |
| Apasa                 | Άπασα                 | Cefalonia | Modia      | 0,024      | 17 m            | 38°25′53″N 21°01′29″E |
| Modio o Modi          | Μοδιό o Μόδι          | Cefalonia | Modia      | 0,258      | 66 m            | 38°25′25″N 21°01′20″E |
| Petalas               | Πεταλάς               | Cefalonia | Ouniades   | 5,497      | 251 m           | 38°24′50″N 21°05′41″E |
| Vromonas              | Βρομώνας              | Itaca     | Ouniades   | 1,047      | 141 m           | 38°22′09″N 20°59′43″E |
| Makri                 | Μάκρη                 | Itaca     | Ouniades   | 0,983      | 126 m           | 38°21′30″N 21°02′19″E |
| Kouneli o Makropoula  | Κουνέλι o Μακροπούλα  | Itaca     | Ouniades   | 0,095      | 126 m           | 38°21′06″N 21°03′17″E |
| Oxeia                 | Οξεία                 | Itaca     | Ouniades   | 4,223      | 421 m           | 38°18′13″N 21°06′39″E |